# BD Holding
BD Holding (ТОВ «БД Холдинг») — українська будівельно-девелоперська компанія, що спеціалізується на зведенні житлової нерухомості у передмісті Києва з 2010 року.

## Історія
Компанію BD Holding засновано 2010 року. Головний офіс компанії знаходиться в селі Чайки, що на Київщині.
За час роботи на українському ринку компанією реалізовано низку масштабних проектів, зокрема будівництво житлового мікрорайону «Львівський», житлових комплексів «Празький квартал» та «Празький квартал 2», «Аметист», «Мюллер Хаус» та «Echo park» у Петропавлівській Борщагівці, загальний квартирний фонд яких склав понад 4,5 тисячі помешкань. Також компанія реалізувала пілотний проект із 22 таунхаусів на території «Празького кварталу».
2015 та 2017 року BD Holding отримав премію «Український будівельний Олімп» в номінації «Девелопер року», а 2016 року проект житлового комплексу «Echo Park» став призером міжнародної премії «The European Property Awards» (Лондон) в категорії «Девелопмент».
2016 року BD Holding розпочав у Софіївській Борщагівці реалізацію нового масштабного проекту «Європейка», збудованого за європейськими стандартами (малоповерхова забудова, двори без машин, інклюзивний простір). Станом на серпень 2019 року повністю здано в експлуатацію 13 будинків, ще 7 перебувають у процесі будівництва.

## Керівництво
Генеральний директор — Кватерчук Юрій Васильович. Протягом 2016—2019 років обіймав посаду директора «BD Holding Україна», з липня 2019 року — генеральний директор компанії «BD Holding».

## Реалізовані проекти
Дані наведено станом на 20 серпня 2019 року.
Повністю завершені
- ЖК «Празький квартал» (Петропавлівська Борщагівка, Київська область) — 8 будинків економ-класу. Поверховість: 5-9 поверхів. Загальна кількість квартир — 857.
- ЖК «Львівський» (Петропавлівська Борщагівка, Київська область) — 21 будинок економ-класу. Поверховість: 4-10 поверхів. Загальна кількість квартир — 2980.
- ЖК «Аметист» (Петропавлівська Борщагівка, Київська область) — 5 будинків комфорт-класу. Поверховість: 7-11 поверхів. Загальна кількість квартир — 539.
- ЖК «Празький квартал Таунхауси» (Петропавлівська Борщагівка, Київська область) — 22 будинки економ-класу висотою 2 поверхи.

Частково завершені
- ЖК «Echo Park» (Петропавлівська Борщагівка, Київська область) — 3 будинки комфорт-класу (1 збудовано, 2 — в процесі будівництва). Поверховість: 10-17 поверхів. Загальна кількість квартир — 920.
- ЖК «Мюллер Хаус» (Петропавлівська Борщагівка, Київська область) — 3 будинки комфорт-класу (1 збудовано, 2 в процесі будівництва) висотою 10 поверхів. Загальна кількість квартир — 546.
- ЖК «Празький квартал 2» (Петропавлівська Борщагівка, Київська область) — 3 будинки економ-класу (1 збудовано, 2 — в процесі будівництва) висотою 10 поверхів. Загальна кількість квартир — 1103.
- Житлова програма «Європейка» (Софіївська Борщагівка, Київська область) — 20 будинків економ-класу (13 введено в експлуатацію, 7 — в процесі будівництва) висотою 4-6 поверхів. Загальна кількість квартир — 1722.

## Відзнаки та нагороди
- 2015 — звання «Девелопер року» премії «Український будівельний Олімп»;
- 2016 — призер премії «The European Property Awards» в категорії «Девелопмент» (за ЖК «Echo Park»);
- 2017 — звання «Девелопер року» премії «Український будівельний Олімп».